# Нелина, Нина Алексеевна
Ни́на Алексе́евна Не́лина (настоящее имя — Нине́ль Амше́евна Ню́ренберг; 4 августа 1925, Москва — 26 сентября 1966, Друскининкай, Литва) — советская оперная певица, колоратурное сопрано. Солистка Большого театра СССР и Госконцерта.
Дочь художника Амшея Нюренберга (1887—1979) и балерины Полины Мамичевой (1894—1978). Жена писателя Юрия Трифонова.

## Биография
Нинель Алексеевна Нюренберг родилась 4 августа 1923 года в Москве. Отец — художник Амшей Маркович Нюренберг (1887—1979), мать — балерина и художница Полина (Пелагея) Николаевна Мамичева (1894—1978).
В 1926—1928 гг. была вместе с родителями в Париже, куда Нюренберг был послан А. В. Луначарским в качестве «культурного посла» и корреспондента.
В 1930 г. в возрасте семи лет начала учиться игре на фортепиано в Третьем показательном государственном музыкальном техникуме имени Гнесиных (с 1936 г. Государственное музыкальное училище имени Гнесиных, сейчас Музыкальное училище имени Гнесиных) у Е. Ф. Гнесиной.
В 1940 г. окончила Гнесинское училище по классу фортепиано у Е. Ф. Гнесиной и вокала у Н. А. Вербовой. По совету певца и педагога Н. И. Сперанского продолжила вокальное образование в Московском областном музыкальном техникуме (сейчас Академическое музыкальное училище при Московской государственной консерватории имени П. И. Чайковского, неофициально называемое «Мерзляковкой») у К. Н. Дорлиак.
В 1941—1943 гг. находилась с родителями в Ташкенте, где училась в эвакуированной Ленинградской консерватории по вокалу у профессора М. И. Бриан и по фортепиано у профессора В. Разумовской.
В 1943 г. вернулась в Москву и начала работать в хоре Московского театра оперетты.
В 1945 г. получила предложение работать в Киевском театре оперы и балета им. Шевченко, где исполняла на украинском языке партию Виолетты в опере «Травиата» Дж. Верди.
В 1946 г. вернулась в Москву. Благодаря хорошим артистическим данным, поступила в оперную труппу Большого театра (ГАБТ) без законченного высшего музыкального образования, где совершенствовалась под руководством народной артистки СССР Валерии Барсовой. По рекомендации администрации поменяла имя и фамилию Нинель Нюренберг на Нину Нелину.
В 1948 г. дебютировала в роли Розины в опере «Севильский цирюльник» Россини. После успешной премьеры исполняла партии Эсмеральды («Проданная невеста», 1948 год), Прилепы («Пиковая дама», 1949 год), Кэт («Чио-Чио-Сан», 1949), Джильды («Риголетто», 1949), Ольги («Русалка», 1950), Лакме («Лакме», 1950), Зайчика («Морозко», 1950), Зофьи («Гальки», 1952), Барбарины («Свадьба Фигаро», 1956), Фраскиты («Кармен», 1956), графини Чепрано («Риголетто», 1957). Среди партнёров по сцене были И. Козловский, П. Лисициан. В 1950-х годах много гастролировала в СССР, а также ГДР, Венгрии и Австрии.

Нелина имела красивый голос чистого серебристого тона, была артистична. Работая на оперной сцене, одновременно выступала в концертах, особенно много в военно-шефских, также в медицинских и детских учреждениях. В 1949 году состоялся её творческий вечер в Доме актёра, в 1950 — сольный концерт в Концертном зале им. П. И. Чайковского.
— Людмила Рыбакова
В 1955 году в составе концертной бригады Центрального дома работников искусств (ЦДРИ) вместе с В. Г. Дуловой, Р. Зеленой и конферансье Б. С. Бруновым участвовала в 48 концертах в разных точках Арктики, в том числе на дрейфующей станции «Северный полюс-1», за что получила звание «Почетного полярника».
В 1957 году в связи со сложной ситуацией в Большом театре перевелась в Госконцерт СССР, где проработала до 1963 года, после чего уволилась по собственному желанию в связи с болезнью.
26 августа 1966 года скоропостижно скончалась (предположительно от инфаркта) на литовском курорте Друскининкай. Похоронена на Ваганьковском кладбище (12 уч.).

## Награды
- Медаль «За трудовое отличие» (27 мая 1951 года) — за выдающиеся заслуги в развитии советского музыкально-театрального искусства и в связи с 175-летием со дня основания Государственного ордена Ленина Академического Большого театра СССР[12].
- Звание «Почетный полярник» (1955).

## Семья
- Первый муж — певец-баритон Владимир Чекалин. После окончания Гнесинского училища работал в Львовском театре оперетты.
- Второй муж (1951—1966) — писатель Юрий Трифонов. Нелина явилась прообразом героинь в его произведениях: «Обмен», «Предварительные итоги», «Долгое прощание», «Другая жизнь», «Бесконечные игры» и некоторых рассказах.
  - Дочь — Ольга Трифонова (род. 1951), в замужестве Тангян, кандидат филологических наук, автор историко-биографических эссе.
- Двоюродный брат — художник Виталий Абрамович Орловский (род. 1931).